# Лис (фильм)
«Лис» (англ. The Fox) — канадская[уточнить] мелодрама 1967 года режиссёра Марка Райделла по одноимённому рассказу Дэвида Герберта Лоуренса.

## Сюжет
Марч и Джил живут вместе в уединённом доме около леса и ведут хозяйство. Основные работы лежат на плечах Марч, а Джил занимается приготовлением еды и бухгалтерскими подсчётами их расходов. В их курятник повадился ходить лис. Марч могла застрелить его, однако, терзаемая непонятными сомнениями, не стала этого делать. Марч одолевает желание секса, но в уединённой усадьбе ей невозможно его осуществить. Однажды в дом приходит молодой человек Пол, внук прошлого хозяина дома. Джил предлагает ему остаться у них. Привлечённый Марч, Пол настойчиво зовёт её замуж. Марч колеблется, а Джил, узнав об этом, поражена, она умоляет подругу не покидать её. Пол выслеживает лиса и убивает его. Марч принимает его предложение и отдаётся ему, но Пол вынужден уехать, так как он работает на сейнере и должен уйти в плавание. Во время его отсутствия между подругами происходит объяснение в чувствах, они преодолевают преграду, стоявшую между ними, и становятся любовницами. Марч пишет Полу, что отказывается от своего решения. Внезапно Пол возвращается. В результате трагического случая Джил гибнет, и теперь уже ничто не может помешать Марч быть с мужчиной. Вместе с Полом они уезжают из дома.

## В ролях
| В ролях      |  | Персонаж     |
| ------------ |  | ------------ |
| Энн Хейвуд   |  | Эллен Марч   |
| Сэнди Деннис |  | Джил Бенфорд |
| Кир Далли    |  | Пол Ренфилд  |

## Награды
Фильм номинировался на «Оскар» в категории лучший композитор и «Золотой глобус» в 4 категориях. В итоге фильм получил награду «Золотой глобус» как лучший иностранный фильм на английском языке:
| Награды            | Награды | Награды        | Награды                            | Награды    |
| ------------------ | ------- | -------------- | ---------------------------------- | ---------- |
| Фестиваль / Премия | Год     | Награда        | Категория                          | Победитель |
| «Золотой глобус»   | 1968    | Золотой глобус | Best English-Language Foreign Film | «Лис»      |